# TBN 강원매거진
고유림의 TBN 강원매거진은 TBN 강원교통방송(원주 FM 105.9MHz, 춘천 FM 103.7MHz, 강릉 FM 105.5MHz, 양양 FM 95.1MHz, 동해 FM 95.3MHz, 평창 FM 89.3MHz)에서 평일 오후 4시 5분부터 5시 52분까지 방송되는 강원권 지역의 교양, 오락, 음악 프로그램이다.

## 프로그램 소개
- 자치분권의 시대, 라디오는 지역성을 제고하고 지역민의 미디어 접근권을 실현할 수 있는 최고의 매체이다. 이에 건전한 지역여론 형성에 기여하고 지역주민의 삶의 질을 제고할 수 있는 지역특화 정보프로그램을 제작한다. 특히 관내 주요기관,단체,인사,일반시민등의 참여를 확대한 지역밀착형 방송으로 TBN교통방송의 공익성을 높이는 프로그램으로 자리매김하고자 한다.

## 요일 코너

### 월요일
- 키워드푸시 : 이슈별, 분야별 평론가 인터뷰
- 정보카페 : 환경, 소비, 과학 관련 정보 소식 전달(전문가 출연)
- 건강에이드 : 안전, 미용, 의학 등 유용한 정보 전달(전문가 출연)

### 화요일
- 키워드푸시 : 이슈별, 분야별 평론가 인터뷰
- 소문난도슨트 : 쉽고 흥미로운 미술관, 박물관 이야기(전문 도슨트 출연)
- 출근하겠습니다 : 일자리 정보 등 소개(관련 전문가 연결)

### 수요일
- 키워드푸시 : 이슈별, 분야별 평론가 인터뷰
- 모두의 안전 : 교통 및 재난 안전 분야 전문가 출연 코너

### 목요일
- 키워드푸시 : 이슈별, 분야별 평론가 인터뷰
- ESG YES지! : 환경보호와 기후변화에 대처하는 방법을 알아보는 코너
- 목요초대석 : 강원권 지자체장, 기관장 등 주요인사의 인터뷰 코너

### 금요일
- 키워드푸시 : 이슈별, 분야별 평론가 인터뷰
- 근사한 강원 : 저출산 고령화시대를 극복하는 슬기로운 지역의 사례 소개 코너
- 강원도 이모저모 : 주말과 휴일 가볼만한 지역의 명소를 소개하는 코너